# Cụm Nam Yết
Cụm Nam Yết hay cụm Ti Gia là một tập hợp các thực thể địa lý nằm ở phía nam cụm Loại Ta và phía bắc của cụm Sinh Tồn của quần đảo Trường Sa. Cụm Nam Yết gồm hàng loạt thực thể trong đó có các đảo: đảo Ba Bình (Itu Aba Island, là đảo có diện tích tự nhiên lớn nhất quần đảo Trường Sa), đảo Nam Yết (Namyit Island), đảo Sơn Ca (Sand Cay) và các rạn đá: đá Lạc, đá Ga Ven (hai đá này được tài liệu quốc tế gọi chung là Gaven Reefs), đá Én Đất (Eldad Reef), đá Núi Thị (Petley Reef), đá Bàn Than (Ban Than Reef/Zhongzhou Reef), đá Nhỏ (Discovery Small Reef), đá Lớn (Discovery Great Reef), đá Đền Cây Cỏ (Flora Temple Reef hay Western Reef) và đá Chữ Thập (Fiery Cross Reef) .
| đảo Ba Bình bãi Bàn Than đảo Sơn Ca đá Núi Thị đá Én Đất đảo Nam Yết đá Lạc đá Ga Ven Ảnh chụp vệ tinh các thực thể địa lý thuộc bãi san hô Tizard (nguồn: NASA). |

Trừ bốn rạn đá nằm tách biệt về phía tây và tây nam là đá Nhỏ, đá Lớn, đá Đền Cây Cỏ và đá Chữ Thập, thì các thực thể địa lý thuộc cụm này hợp thành một bãi san hô dạng vòng có tên gọi bãi san hô Tizard (tiếng Anh: Tizard Bank; tiếng Trung: 郑和群礁; Hán-Việt: Trịnh Hoà quần tiêu) theo tài liệu hàng hải quốc tế.

## Hình ảnh

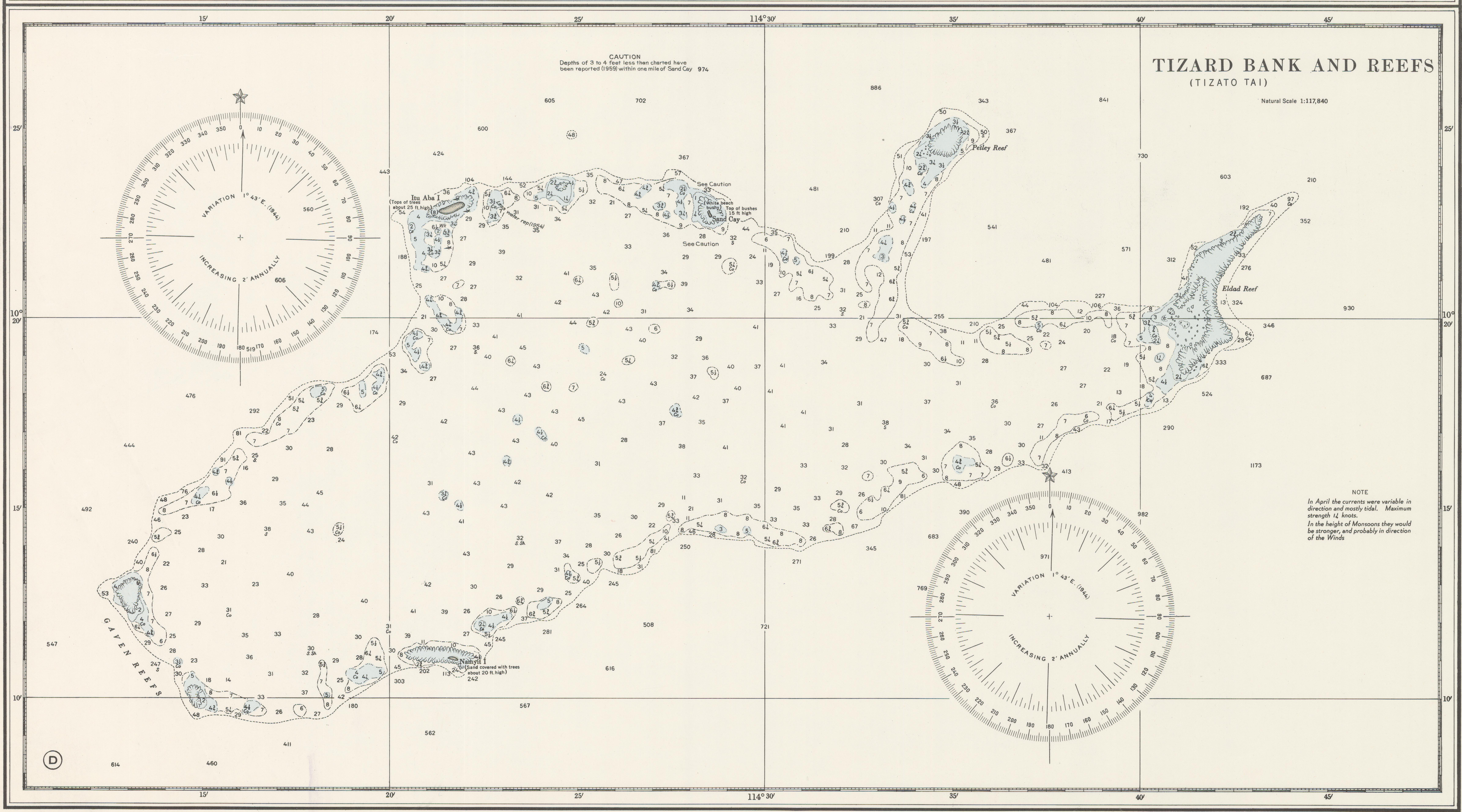
Bản đồ hàng hải cụm Tizard (vẽ năm 1911)

|  |